# Домінік Дінга
Домінік Дінга (серб. Доминик Динга; нар. 7 квітня 1998, Новий Сад, ФР Югославія) — сербський футболіст, захисник єкатеринбурзького «Урала», який виступає в оренді в мінському «Динамо».

## Клубна кар'єра

### «Воєводина»
До літа 2014 року виступав за «Хайдук» (Кула), після чого перебрався до «Воєводини». Провів один сезон у молодіжній команді клубу, а в сезоні 2015/16 років переведений до першої команди. У сввоєму дебютному товариському матчі за «Воєводину» відзначився голом. В офіційних матчах дебютував у складі команди в нічийному (0:0) поєдинку першого кваліфікаційного раунду Ліги Європи проти МТК, в якому замінив Ігора Джурича. У сербській Суперлізі дебютував у поєдинку 1-о туру проти Чукаричок, де під час перерви в матчі замнив Ігора Джурича. 19 лютого 2016 року Домінік розірваа контракт із «Воєводиною».

### «Урал»
8 квітня 2016 року підписав довогостроковий контракт з російським «Уралом». Проте серб не мав права грати в Прем'єр-лізі Росії 2015/16, оскільки на момент переходу трансферне вікно в Росії вже було закрите. Тому дебютував за нову команду лише 7 серпня 2016 року в поєдинку 2-о туру Прем'єр-ліги проти «Ростова». У сезоні 2016/17 років зіграв 20 матчів у чемпіонаті. Однак після цього отримував обмаль ігрового часу. У сезоні 2017/18 років зіграв чотири матчі, а наступного сезону — 2.

### «Партизан»
14 червня 2019 року відправився в оренду до белградського «Партизана». В осінній частині сезону 2019/20 років провів два поєдинки. Зіграв 1 хвилину у виїзному поєдинку проти «Явора» з Іваніци, в якому замінив травмованого Ігорв Вуячича. Також провів 90 хвилин у поєдинку кубку Сербії проти «Водояжа». В решті матчів залишався переважно поза заявкою, за винятком 161-о одвічного футбольного дербі проти «Црвени Звезди», а також останнього поєдинку осінньої частини сезону проти «Радника» (Сурдулиця). Наприкінці січня 2020 року орендну угоду розірвали.

### «Динамо» (Мінськ)
15 лютого 2020 року відправився в оренду до завершення сезону в мінське «Динамо». Дебютував у футболці столичного клубу 20 березня 2020 року в програному (0:1) домашньому поєдинку 1-о туру Вищої ліги Білорусі проти берестейського «Руху». Домінік вийшов на поле в стартовому складі та відіграв увесь матч.

## Кар'єра в збірній
Виступав за юнацьку збірну Сербії U-16. Перейшов до «Воєводини» в статусі капітана юнацької збірної Сербії (U-17). У серпні 2016 року Дінгу викликали до складу збірної Сербії U-19 для участі в меморіальному турніру Стевана Вілотича - Челе, де Домінік дебютував з капітанською пов'язкою у першому турі проти США. В поєдинку 2-о туру відзначився голом у воротах Франції. Після перемоги у фінальному матчі турніру проти Ізраїлю визнаний найкращим гравцем Меморіалу. 9 листопада 2016 року відзначився голом у воротах збірної Молдови.

## Особисте життя
Народився в місті Новий Сад в родині етнічних словаків, але виріс у селі Пивниці, Бачка-Паланка.

## Статистика виступів

### Клубна
Станом на 21 травня 2017
| Клуб              | Сезон             | Ліга              | Ліга  | Ліга | Кубок | Кубок | Єврокубки | Єврокубки | Інші  | Інші | Загалом | Загалом |
| Клуб              | Сезон             | Дивізіон          | Матчі | Голи | Матчі | Голи  | Матчі     | Голи      | Матчі | Голи | Матчі   | Голи    |
| ----------------- | ----------------- | ----------------- | ----- | ---- | ----- | ----- | --------- | --------- | ----- | ---- | ------- | ------- |
| «Воєводина»       | 2015–16           | Суперліга         | 6     | 0    | 1     | 0     | 1         | 0         | —     | —    | 8       | 0       |
| «Урал»            | 2015–16           | Прем'єр-ліга      | —     | —    | —     | —     | —         | —         | —     | —    | —       | —       |
| «Урал»            | 2016–17           | Прем'єр-ліга      | 20    | 0    | 2     | 0     | —         | —         | —     | —    | 22      | 0       |
| «Урал»            | 2017–18           | Прем'єр-ліга      | 4     | 0    | 1     | 0     | —         | —         | —     | —    | 5       | 0       |
| «Урал»            | Загалом           | Загалом           | 24    | 0    | 3     | 0     | —         | —         | —     | —    | 27      | 0       |
| Усього за кар'єру | Усього за кар'єру | Усього за кар'єру | 30    | 0    | 4     | 0     | 1         | 0         | —     | —    | 35      | 0       |

## Досягнення
- Володар Кубка Казахстану: 2022